# Горковенко, Марк Филиппович
Марк Филиппович Горковенко (1779—1856) — российский вице-адмирал, военный педагог, инспектор классов Морского кадетского корпуса, член Морского генерал-аудиториата.
Родился в 1779 году. В 1792 году принят на обучение в Морской кадетский корпус. В 1795 году состоял на корабле «Принц Густав» на Кронштадтском рейде. В 1798 году назначен учителем математики при Морском корпусе.
19 мая 1799 года произведён в мичманы и оставлен при Морском кадетском корпусе для преподавательской работы. В том же году на корабле «Януарий» совершил практическое плавание на Балтийском море. В 1802 и 1803 годах находился на фрегатах «Счастливый» и «Тихвинская Богородица» и крейсировал на Балтике между шведскими и прусскими берегами. 24 сентября 1803 года переименован в подпоручики. В 1805 году за отличное преподавание математики в Морском кадетском корпусе ему был пожалован бриллиантовый перстень. 11 января 1807 года получил чин лейтенанта, а 19 января 1808 года переименован в поручики по Морскому кадетскому корпусу, 7 марта 1810 года произведён в капитан-поручики.
В 1811 году назначен на должность инспектора классов Морского кадетского корпуса и на этой должности находился следующие 40 лет, причём утверждён был в ней лишь 8 ноября 1827 года с назначением и смотрителем офицерского класса. За это время Горковенко был награждён несколькими орденами и получил чины капитан-лейтенанта (20 января 1820 года), капитана 2-го ранга (6 декабря 1827 года), капитана 1-го ранга (19 апреля 1831 года) и контр-адмирала (1 января 1837 года). Под его непосредственным руководством получили образование многие выдающиеся деятели российского флота (Г. И. Бутаков, А. П. Епанчин, В. И. Истомин, В. А. Корнилов, П. С. Нахимов, Г. И. Невельской, Ф. М. Новосильский, П. А. Перелешин, И. А. Шестаков и другие). Сам он преподавал, кроме математических наук, ещё и физику. М. Ф. Горковенко подготовил ряд учебных руководств по арифметике, геометрии и тригонометрии; участвовал в составлении и издании и других учебников и пособий, необходимых Морскому кадетскому корпусу.
8 апреля 1851 года Горковенко был произведён в вице-адмиралы и назначен членом Морского генерал-аудиториата. Скончался 2 марта 1856 года.
Среди прочих наград Горковенко имел ордена:
- Орден Святой Анны 2-й степени (26 августа 1818 года, впоследствии к этому ордену была пожалована императорская корона)
- Орден Святого Георгия 4-й степени (12 декабря 1824 года, за беспорочную выслугу 25 лет в офицерских чинах, № 3857 по кавалерскому списку Степанова—Григоровича)
- Орден Святого Владимира 4-й степени
- Орден Святого Станислава3-й степени (28 декабря 1832 года)
- Орден Святого Владимира 3-й степени (1834 год)
- Орден Святого Станислава 2-й степени со звездой (6 декабря 1837 года)
- Орден Святого Станислава 1-й степени (6 декабря 1840 года)
- Орден Святой Анны 1-й степени (6 апреля 1846 года, императорская корона к этому ордену пожалована 30 августа 1848 года)
- Орден Святого Владимира 2-й степени (19 мая 1849 года, за 50-летнее преподавание морских наук)

В фондах Центрального военно-морского музея в Санкт-Петербурге хранится портрет М. Ф. Горковенко работы неизвестного художника (холст, масло, 72 × 86 см, инвентарный № 01 Ж-299). Этот портрет долгое время считался портретом контр-адмирала К. Ф. Кульстрёма и с этой атрибуцией он внесён в инвентарные описи музея и в Госкаталог Министерства культуры РФ. Однако, в результате переатрибуции, проведённой С. А. Поповым, на основании анализа биографических фактов и сравнения наград было установлено что на портрете изображён М. Ф. Горковенко. Эта атрибуция была принята в ЦВММ. Кроме того, во 2-й половине XIX века с этого портрета П. Ф. Борелем была снята и опубликована литография, подписанная как «Маркъ Горковенко», один из оттисков этой литографии также имеется в собрании ЦВММ.